# Seventh Air Force
|  | Dieser Artikel wurde aufgrund von inhaltlichen oder formalen Mängeln auf der Qualitätssicherungsseite des Portals Luftfahrt eingetragen. Dies geschieht, um die Qualität der Artikel aus dem Themengebiet Luftfahrt auf ein akzeptables Niveau zu bringen. Dabei werden Artikel gelöscht, die nicht signifikant verbessert werden können. Bitte hilf mit, die inhaltlichen Mängel dieses Artikels zu beseitigen, und beteilige dich bitte an der Diskussion. Artikel eintragen |

Die Seventh Air Force (deutsch 7. US-Luftflotte) ist eine Luftflotte der US Air Force (USAF). Hervorgegangen aus der ursprünglichen Hawaiian Air Force war sie im Zweiten Weltkrieg vom Anfang der Kampfhandlungen im Pazifik eingesetzt. Zusammen mit der 5th Air Force und der 13th Air Force bildete sie die Luftstreitkräfte der USAAF im Pazifik.

## Geschichte
Ende 1941 hatte die Hawaiian Air Force mehrere Staffeln mit P-36, P-40, B-18 und B-17 in ihrem Bestand. Nach dem Angriff auf Pearl Harbor bedurfte die angeschlagene Hawaiian Air Force einer Neustrukturierung. Am 5. Februar 1942 wurde sie umbenannt in 7th Air Force. Sie bestand aus:
- VII. Bomber Command
- VII. Fighter Command
- VII. Base Command

Die Ausstattung bestand zunächst aus P-38, P-39 und P-40-Jägern sowie B-17 und B-25-Bombern. Später kamen noch P-47, P-51 und P-61-Jäger sowie B-24-Bomber und moderne Angriffsflugzeuge vom Typ A-26 dazu. Als Transportflugzeuge dienten C-47 und C-54, die Rolle der Aufklärer übernahmen u. a. Lockheed F-5. Die 7th Air Force hatte aber auch Umschulungsaufgaben für neu eingeführte Typen zu erfüllen. Des Weiteren diente die 7th Air Force als Versorgungseinheit, die von Hawaii aus Material zu den weit auseinanderliegenden Einsatzbasen im Südpazifik zu bringen und die Logistik zu übernehmen hatte. Der Hauptstützpunkt Hickham auf Hawaii diente auch als Depot und Reparaturstandort.
Die Einheiten der 7th Air Force operierten auf fast jedem wichtigen Standort im Pazifik, flogen U-Bootpatrouillen oder Jagdbombermissionen und stellten die Luftverteidigung der eroberten Inseln. Bei der Eroberung der von den Japanern besetzten Inseln leistete sie Luftunterstützung für die Marines und flog Angriffe auf japanische Ziele. Bei der Schlacht um Saipan verlor die 7th Air Force 33 Flugzeuge. Das VII. Fighter Command übernahm nach der Einnahme von Iwojima den Jagdschutz für die B-29 des XXI. Bomber Command und wurde erst Ende 1945 zur 7th Air Force zurückversetzt. Um den weit auseinander gezogenen Kampfraum des Südpazifiks zusammenzufassen, entstand die Thirteenth Air Force (13th Air Force), die sich aus nicht näher zugeordneten kleineren Einheiten und aus Teilen der 7th Air Force zusammensetzte.

### Zusammensetzung bei Kriegsende
- VII FIGHTER COMMAND

15th Fighter Group (P-51 H)
18th Fighter Group (P-51 H)
21st Fighter Group (P-51 H)
318th Fighter Group (P-51 H)
508th Fighter Group (P-51 H)
548th Night Fighter Squadron (P-61)
549th Night Fighter Squadron (P-61)
- VII Bomber Command

5th Bombardment Group (B-17, B-24)
11th Bombardment Group (B-24)
30th Bombardment Group (B-24)
41st Bombardment Group (B-25)
307th Bombardment Group (B-17/B-24)
319th Bombardment Group (Douglas A-26 Invader)
- 28th Photo Reconnaissance Squadron (Lockheed F-5B Lightning)
- 41st Photo Reconnaissance Squadron (F-5)

- 9th Troop Carrier Squadron(C-47/CC-46)
- 163d Liaison Squadron (Stinson L-5 Sentinel)

## Nach dem Zweiten Weltkrieg

### Pacific Air Command
Am 1. Januar 1946 wurden die 5th Air Force, die 13th Air Force und die 7th Air Force zusammengelegt und bildeten das Pacific Air Command, welches später in US Far East Air Force umbenannt wurde. Neben der Luftverteidigung Hawaiis waren die Stützpunkte auf Guam, Okinawa sowie in Südkorea und Japan unter dessen Kommando. Es erfolgten Einsätze im Koreakrieg und im Vietnamkrieg, bevor die 7th Air Force im Jahr 1975 aufgelöst wurde.

## Reaktivierung
Am 11. September 1986 wurde die 7th AF auf der Osan Air Base in Südkorea neu aufgestellt und betreibt dort mehrere Standorte. Die Ausstattung umfasst F-16, A-10 und U-2.

## Liste der Kommandeure ab 1986
| Name                      | Beginn der Berufung | Ende der Berufung  |
| ------------------------- | ------------------- | ------------------ |
| David R. Iverson          | 30. Januar 2024     | amtierend          |
| Scott L. Pleus            | 12. Juni 2020       | 30. Januar 2024    |
| Kenneth S. Wilsbach       | 27. August 2018     | 12. Juni 2020      |
| Thomas W. Bergeson        | 8. Juli 2016        | 27. August 2018    |
| Terrence J. O’Shaughnessy | 19. Dezember 2014   | 8. Juli 2016       |
| Jan-Marc Jouas            | 6. Januar 2012      | 19. Dezember 2014  |
| Jeffrey A. Remington      | 24. November 2008   | 6. Januar 2012     |
| Stephen G. Wood           | 6. November 2006    | 24. November 2008  |
| Garry R. Trexler          | 19. November 2003   | 6. November 2006   |
| Lance L. Smith            | 19. November 2001   | 19. November 2003  |
| Charles R. Heflebower     | 14. September 1999  | 19. November 2001  |
| Joseph E. Hurd            | 7. April 1997       | 14. September 1999 |
| Ronald W. Iverson         | 30. September 1994  | 7. April 1997      |
| Howell M. Estes III       | 17. August 1992     | 30. September 1994 |
| Ronald Fogleman           | 7. Juli 1990        | 17. August 1992    |
| Thomas A. Baker           | 31. Oktober 1988    | 7. Juli 1990       |
| Craven C. Rogers Jr.      | 9. Dezember 1986    | 31. Oktober 1988   |
| Jack I. Gregory           | 11. September 1986  | 9. Dezember 1986   |